# 大沢宏晋
大沢 宏晋（おおさわ ひろしげ、1985年5月19日 - ）は、日本の男性元プロボクサー・介護福祉士・慈善家。大阪府大阪市出身。第42代OPBF東洋太平洋フェザー級王者。オールボクシングジム所属。大阪市内の養護施設にヘルパーとして勤務しながら選手活動をしており、ファイトマネーはデビュー戦以来、大阪市、身体知的障害者団体等に全額寄付している。

## 来歴
2004年4月17日、大阪府立体育会館で行われたデビュー戦で石水成俊と対戦し、0-0（3者共に37-37）の判定で引き分けた。
2005年9月3日、大阪府立体育会館で行われた2005年度ライト級西日本新人王戦・決勝で浅田顕に1回2分0秒KO勝ちを収め、2005年度ライト級西日本新人王を獲得した。
2005年10月29日、大阪府立体育会館で行われた2005年度ライト級西日本新人王・西軍代表決定戦で2005年度ライト級中日本新人王の小出大貴に6回1分4秒TKO負けを喫し、2005年度ライト級西日本新人王・西軍代表の座を逃した。
2010年8月21日、大阪市の住吉区民センターでWBC世界ランカーのアブラハム・ロドリゲスと対戦し、10回2-0（77-75、77-76、77-77）の判定勝ちを収めた。
2011年5月20日、メルパルク大阪でOPBF東洋太平洋フェザー級王者ジョネル・アリビオと対戦し、12回2-1（115-113、115-112、113-114）の判定勝ちを収め、王座獲得に成功した。
2011年12月4日、クレオ大阪で元OPBF東洋太平洋フェザー級王者松田直樹と対戦し、8回1分42秒TKO勝ちを収め、初防衛に成功した。
2012年4月30日、WBOアジア太平洋フェザー級暫定王者でOPBF東洋太平洋同級6位でWBO世界同級14位のロベルト・コパ・パルエと堺市民会館で対戦し、9回1分34秒TKO勝ちを収め、試合2ヵ月前のスパーリング中の右膝剥離骨折というアクシデントを乗り越え、OPBF王座の2度目の防衛に成功すると共にWBOアジア太平洋暫定王座の獲得に成功、事実上の王座統一戦に勝利した。
2012年9月23日、大阪市の阿倍野区民センターでOPBF東洋太平洋フェザー級12位上野則之と対戦し、12回1-1（116-114、114-115、115-115）の判定で引き分けたがOPBF王座の3度目の防衛に成功した。
2012年12月、念願の介護施設　げんきデイサービスセンターを生野区に設立。
2012年12月16日、韓国ソウルの冠岳区民会館でジェイソン・ブターブターと対戦し、9回10秒KO勝ちを収め、初防衛に成功した。しかし、JBCはWBOアジア太平洋暫定王座の防衛戦を行った大沢本人や所属する大星ジムに対し厳しい処分を検討、この試合をタイトルマッチと認めず、「ノンタイトル12回戦」と記録すると発表した。試合開催地のKBC（韓国ボクシング委員会）はJBCに対して「ノンタイトル12回戦だった」と報告しているとのこと。
2013年1月22日、「JBC試合ルール第10条第2項、JBC倫理規定第2条及びJBC懲罰規定第2条第1項5号に基づき、平成24年12月16日より、大星ジム所属のボクサーである大沢宏晋（ライセンスNo.34757）のライセンスを1年間停止し、大沢が所持していたOPBF東洋太平洋フェザー級タイトルを平成24年12月16日付で剥奪する（なお、停止期間後のライセンス再交付については別途審査を要する）。」という決定がなされた。「大沢は、平成24年12月16日、韓国ソウルに於いて、自身がJBCの認定するOPBF東洋太平洋フェザー級チャンピオンであるにもかかわらず、JBCが認定していないWBOアジアパシフィックフェザー級暫定タイトルマッチ（以下「本件試合」という）と知りながら本件試合に出場した。また、JBCに提出された遠征届には「ノンタイトル10回戦」という虚偽記載がされていたことも発覚した。このことはボクシング界の秩序を著しく乱す行為であり、当財団は、大沢のライセンスを1年間、停止し、大沢が所持していたOPBF東洋太平洋フェザー級タイトルを平成24年12月16日付で剥奪せざるを得ない。」という理由である。これにより2012年12月16日付でのOPBF東洋太平洋フェザー級王座の剥奪が決定 、大沢が2013年12月16日以降にボクサーライセンスの再交付の為の審査が時期は未定ではあるものの行われることも決定した。ジムスタッフの大沢永吉と野上真司にもセコンドライセンス停止処分、大星ジムの林宏至会長にも戒告処分がそれぞれ下された。尚、時期は不明だがWBOからWBOアジア太平洋暫定王座を剥奪された。
2013年12月12日、JBCで開かれた資格審査委員会で大沢へのライセンスの再交付が決定した。
2013年12月20日、阿倍野区民センターで行われた58kg契約10回戦で西永哲也と対戦し、9回2分31秒TKO勝ちを収め復帰戦を勝利で飾った。
2014年7月1日付で大星ボクシング倶楽部からロマンサ雅ジムへ移籍。
2016年3月10日、WBOは最新ランキングを発表し、大沢をWBO世界フェザー級4位にランクインした。
2016年4月2日、ジェネラル・サントスのオーヴァル・プラザ・ジムでヨン・アーメッドとWBOアジア太平洋フェザー級王座決定戦を行い、初回2分49秒KO勝ちを収め王座獲得に成功した。
2016年4月16日、WBOは最新ランキングを発表し、上述のアーメッド戦に勝利し王座を獲得した大沢をWBO世界フェザー級3位にランクインした。
2016年11月5日、アメリカ合衆国ネバダ州ラスベガスのトーマス&マック・センターで行われたジェシー・バルガスVSマニー・パッキャオの前座でWBO世界フェザー級王者オスカル・バルデス（メキシコ）と対戦し、7回1分50秒TKO負けを喫し王座獲得に失敗した。
2017年6月4日、堺市産業振興センターで開催された「強拳ステージ11」にてフリオ・コルテスとフェザー級10回戦で戦い、3-0（99-91、99-90、99-89）の判定勝ちを収め再起戦を勝利で飾った。
2018年4月28日、神戸市立中央体育館で前スーパーバンタム級世界王者久保隼とフェザー級10回戦で戦い、1-2（95-97、93-96、95-94）の判定負けを喫した。
2018年9月に結婚した。
2018年12月22日、大阪府立体育会館第2競技場でWBA世界スーパーバンタム級7位のベルマー・プレシアドと対戦し、9回2分33秒KO勝ちを飾り、再起に成功した。
2019年4月7日、堺市産業振興センターでアーマド・ラヒザブと対戦し、2回50秒KO勝ちを収めた。
2019年10月1日、大阪府立体育会館でインドネシアスーパーフェザー級王者のジェイソン・タブールタブールと対戦し、8回3-0（77-75、78-74、79-73）で判定勝ちを収めた。
2021年9月22日、高林良幸に5回負傷判定勝利。
2022年8月14日、ジョー・サンティシマに5回TKO負け。
2023年1月6日、引退試合として樋口和輝と対戦、判定勝利花道を飾った。

## 戦績
- プロ：48戦 38勝(21KO) 6敗 4分

## 獲得タイトル
- 2005年度ライト級西日本新人王
- 第42代OPBF東洋太平洋フェザー級王座（防衛3→剥奪）
- WBOアジア太平洋フェザー級暫定王座
- WBOアジア太平洋フェザー級王座